# Libertarische Partijconventie 2008

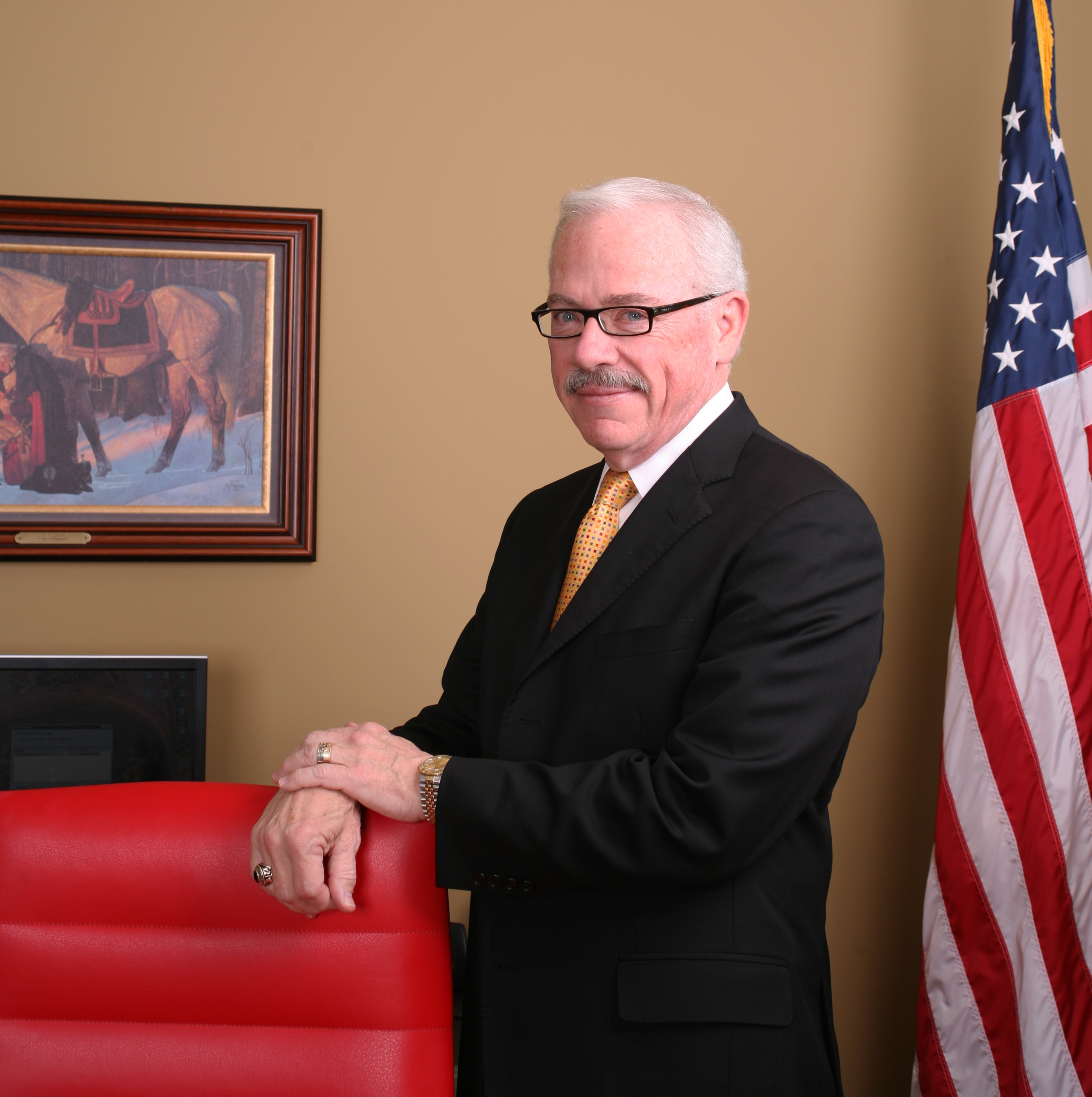
Bob Barr, de gekozen kandidaat namens de Libertarische Partij

De Libertarische Partijconventie 2008 werd gehouden van 22 t/m 26 mei 2008 in de Amerikaanse stad Denver, in het Sheraton Hotel (voorheen het Adam's Mark Hotel). Tijdens de conventie werd Bob Barr gekozen tot de presidentskandidaat namens de Libertarische Partij voor de Amerikaanse presidentsverkiezingen in november 2008, met Wayne Allyn Root als running mate. De conventie werd rechtstreeks uitgezonden door C-SPAN.
De Libertarische Partij houdt elke twee jaar een partijconventie, op basis van resoluties en regels, en om de vier jaar wordt een presidentskandidaat plus running mate gekozen door de partijleden.

## Stemmen voor de presidentskandidaat

### Stemronde 1
Na de eerste stemronde gingen zes van de acht kandidaten door naar de tweede ronde. Mike Jingozian en Christine Smith kregen te weinig stemmen voor een plaats in de tweede ronde. Jingozian sprak zijn steun uit voor voormalig senator Mike Gravel, en Smith bekritiseerde Barr in een speech nadat de resultaten bekend waren gemaakt.
| Kandidaat                  | Stemmen | Percentage |
| -------------------------- | ------- | ---------- |
| Bob Barr                   | 153     | 24,6%      |
| Mary Ruwart                | 152     | 24,5%      |
| Wayne Allyn Root           | 123     | 19,8%      |
| Mike Gravel                | 71      | 11,4%      |
| George Phillies            | 49      | 7,9%       |
| Steve Kubby                | 41      | 6,6%       |
| Mike Jingozian             | 23      | 3,7%       |
| Christine Smith            | 6       | 0,9%       |
| Daniel Imperato (write-in) | 1       | 0,2%       |
| Penn Jillette (write-in)   | 1       | 0,2%       |
| Ron Paul (write-in)        | 1       | 0,2%       |

### Stemronde 2
Na de tweede stemronde gingen vijf van de zes kandidaten door naar de derde stemronde. Steve Kubby verloor en sprak zijn steun uit voor Mary Ruwart.
| Kandidaat                  | Stemmen | Percentage |
| -------------------------- | ------- | ---------- |
| Bob Barr                   | 188     | 29,7%      |
| Mary Ruwart                | 166     | 26,2%      |
| Wayne Allyn Root           | 138     | 21,8%      |
| Mike Gravel                | 73      | 11,5%      |
| George Phillies            | 36      | 5,7%       |
| Steve Kubby                | 32      | 5,0%       |
| Stephen Colbert (write-in) | 1       | 0,2%       |

### Stemronde 3
Na de derde stemronde gingen vier van de vijf kandidaten door naar de vierde stemronde. George Phillies verloor met 5% van de stemmen.
| Kandidaat        | Stemmen | Percentage |
| ---------------- | ------- | ---------- |
| Bob Barr         | 186     | 29,7%      |
| Mary Ruwart      | 186     | 29,7%      |
| Wayne Allyn Root | 146     | 23,3%      |
| Mike Gravel      | 78      | 12,4%      |
| George Phillies  | 31      | 4,9%       |

### Stemronde 4
Na de vierde stemronde gingen drie van de vier kandidaten door naar de vijfde stemronde. Voormalig senator Mike Gravel verloor en zei dat zijn politieke carrière hiermee beëindigd was.
| Kandidaat        | Stemmen | Percentage |
| ---------------- | ------- | ---------- |
| Bob Barr         | 202     | 32,1%      |
| Mary Ruwart      | 202     | 32,1%      |
| Wayne Allyn Root | 149     | 23,7%      |
| Mike Gravel      | 76      | 12,1       |

### Stemronde 5
Na de vijfde stemronde gingen de laatste twee kandidaten door naar de zesde stemronde. Wayne Allyn Root verloor en sprak zijn steun uit voor Bob Barr. Ook zei hij dat hij graag de running mate wilde worden van Barr. Ze verklaarden later dat zij samen zullen meedoen aan de verkiezingen.
| Kandidaat        | Stemmen | Percentage |
| ---------------- | ------- | ---------- |
| Mary Ruwart      | 229     | 37,1%      |
| Bob Barr         | 223     | 36,1%      |
| Wayne Allyn Root | 165     | 26,7%      |

### Stemronde 6
In de zesde stemronde won Barr met 51,8% van de stemmen. Na de bekendmaking van de resultaten erkende Ruwart haar nederlaag tijdens een speech.
| Kandidaat   | Stemmen | Percentage |
| ----------- | ------- | ---------- |
| Bob Barr    | 324     | 51,8%      |
| Mary Ruwart | 276     | 44,1%      |
| Geen        | 26      | 4,2%       |

## Stemmen voor de vicepresidentskandidaat
De vicepresidentskandidaat werd apart gekozen door de leden van de partij. De kandidaat voor het presidentschap, Bob Barr, sprak zijn steun uit voor Wayne Allyn Root. Mary Ruwart steunde Steve Kubby.

### Eerste Ronde
Na de eerste stemronde, gingen drie van de zes kandidaten door naar de tweede stemronde.
| Kandidaat                | Stemmen | Percentage |
| ------------------------ | ------- | ---------- |
| Wayne Allyn Root         | 269     | 47,7%      |
| Steve Kubby              | 209     | 37,1%      |
| Daniel Williams          | 40      | 7,1%       |
| Jim Burnes               | 27      | 4,8%       |
| Gail Lightfoot           | 14      | 2,5%       |
| Geen                     | 2       | 0,4%       |
| Mike Ferguson (write-in) | 1       | 0,2%       |
| Mary Ruwart (write-in)   | 1       | 0,2%       |
| Leonard Schwartz         | 1       | 0,2%       |

### Tweede ronde
Na de tweede stemronde werd Wayne Allyn Root gekozen als de kandidaat voor het vicepresidentschap. Hij won met dertig stemmen meer dan de nummer twee, Steve Kubby.
| Kandidaat                | Stemmen | Percentage |
| ------------------------ | ------- | ---------- |
| Wayne Allyn Root         | 289     | 51,0%      |
| Steve Kubby              | 259     | 45,7%      |
| Daniel Williams          | 10      | 1,8%       |
| Geen                     | 6       | 1,1%       |
| Richard ??? (write-in)   | 1       | 0,2%       |
| Mike Ferguson (write-in) | 1       | 0,2%       |
| Mary Ruwart (write-in)   | 1       | 0,2%       |